# Phytomyza burmensis
Phytomyza burmensis är en tvåvingeart som beskrevs av Zlobin 2002. Phytomyza burmensis ingår i släktet Phytomyza och familjen minerarflugor.
Artens utbredningsområde är Myanmar. Inga underarter finns listade i Catalogue of Life.